# Línea 143 (EMT Madrid)

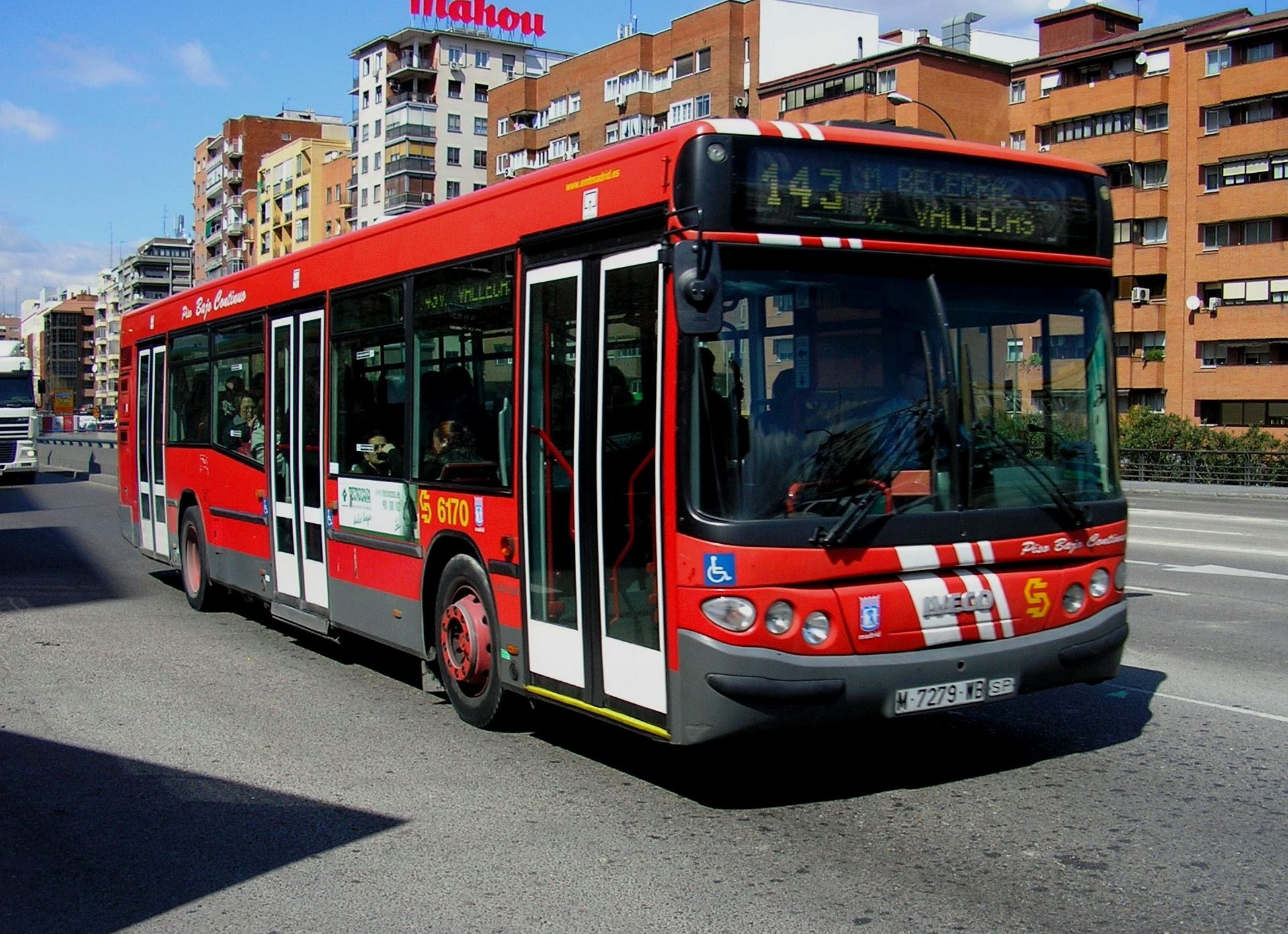
Autobús de la línea en 2007

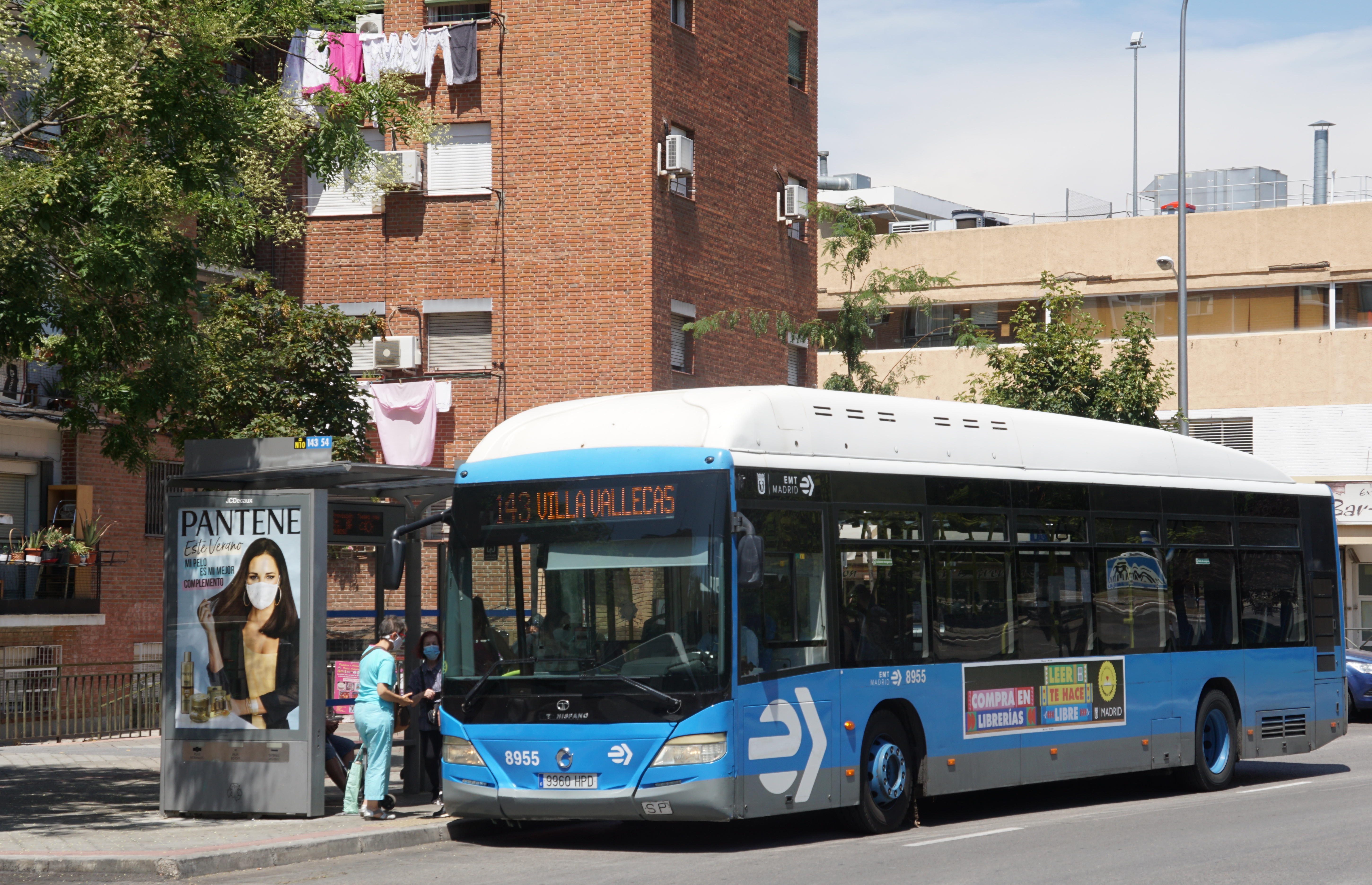
En Buenos Aires, agosto de 2020

La línea 143 de la EMT de Madrid une la plaza de Manuel Becerra con el distrito de Villa de Vallecas.

## Características
La línea 143 fue creada en junio de 1988 junto al resto de líneas entre la 141 y la 145. Estas tenían el fin de mejorar las conexiones en los barrios del sureste de la periferia madrileña, entre ellos y con el centro de la ciudad.
Da cobertura a parte del barrio de Villa de Vallecas y lo une con los distritos de Salamanca y Retiro. Además, discurre por el Puente de Vallecas y por el final de la autopista A-3 hasta llegar a la calle Doctor Esquerdo, realizando además una pequeña parte del mismo por la calle Arroyo Fontarrón perteneciente a Moratalaz.
Su recorrido es coincidente con la línea 1 de Metro entre Buenos Aires y Villa de Vallecas, y la línea 6 entre Conde de Casal y Manuel Becerra.

### Frecuencias
| Lunes a viernes laborables |               |
| De 6:00 a 7:00             | 8-15 minutos  |
| De 7:00 a 20:00            | 7-12 minutos  |
| De 20:00 a 23:00           | 11-17 minutos |
| Sábados laborables         |               |
| De 6:00 a 10:00            | 17-28 minutos |
| De 10:00 a 23:00           | 15-20 minutos |
| Domingos y festivos        |               |
| De 7:00 a 11:00            | 19-32 minutos |
| De 11:00 a 21:00           | 19-22 minutos |
| De 21:00 a 23:00           | 22-25 minutos |

## Recorrido y paradas
NOTA: Debido a las obras de ampliación de la línea 11 de Metro, las paradas sombreadas en naranja sustituyen a aquellas sombreadas en rojo.

### Sentido Villa de Vallecas
La línea comienza en la plaza de Manuel Becerra, perteneciente al distrito de Salamanca. Allí comparte cabecera con la 156 y además realiza parada cerca de las cabeceras de las líneas 2, 38, 48, 71, 106 y 110. Desde ahí, baja por la calle Doctor Esquerdo hasta la plaza Conde de Casal.
A continuación, gira hacia la Avenida del Mediterráneo y toma la salida 4 para subir por la calle El Bosco. Posteriormente gira a la calle Pío Felipe. La línea continúa por la Avenida de la Albufera y realiza parada en el Intercambiador de Sierra de Guadalupe. Finalmente, continúa bajando por la calle del mismo nombre hasta finalizar su recorrido en la plaza de Juan de Malasaña (Villa de Vallecas).
| Código | Parada                                      | Común con                  | Conexiones con Metro y Cercanías | Otros |
| ------ | ------------------------------------------- | -------------------------- | -------------------------------- | ----- |
| 147    | MANUEL BECERRA                              | 156                        | Manuel Becerra                   |       |
| 1427   | Manuel Becerra                              | 56 156 C1 E5               |                                  |       |
| 148    | Doctor Esquerdo-Goya                        | 2 56 71 156                |                                  |       |
| 150    | Casa de la Moneda                           | 2 30 56 71 156 E4 E5       | O'Donnell                        |       |
| 1256   | Hospital Gregorio Marañón                   | 2 30 56 156                |                                  |       |
| 4712   | Metro Sainz de Baranda                      | 30 56 156                  | Sainz de Baranda                 |       |
| 4714   | Samaria                                     | 30 56 156                  |                                  |       |
| 1431   | Nazaret                                     | 56 156                     |                                  |       |
| 1433   | Metro Conde de Casal                        | 56 156                     | Conde de Casal                   |       |
| 822    | Astros                                      | 20 30 32                   |                                  |       |
| 824    | Estrella                                    | 20 30 32                   |                                  |       |
| 826    | Vinateros-Centro Comercial                  | 20 30 32                   | Estrella                         |       |
| 828    | Corregidor Diego Valderrábano-Lituania      | 20                         |                                  |       |
| 830    | Avenida de Moratalaz-Diego Valderrábano     | 20                         |                                  |       |
| 1988   | Corregidor Alonso Aguilar                   | 8 113                      |                                  |       |
| 2605   | El Bosco-Maruja García Romero               | 63                         |                                  |       |
| 2606   | El Bosco-Pérez de Ayala                     | 63                         |                                  |       |
| 2607   | Pérez de Ayala-El Bosco                     | 63                         |                                  |       |
| 3355   | Pío Felipe-Jadraque                         |                            |                                  |       |
| 2517   | Pío Felipe-Benjamín Palencia                | 54 141                     |                                  |       |
| 2515   | Buenos Aires                                | 54                         | Buenos Aires                     |       |
| 1011   | Instituto Tirso de Molina                   | 58 103                     |                                  |       |
| 1013   | Alto del Arenal                             | 57 58 103                  | Alto del Arenal                  |       |
| 1015   | Avenida de la Albufera-Pablo Neruda         | 58 103 142                 |                                  |       |
| 1017   | Metro Miguel Hernández                      | 54 58 103 142              | Miguel Hernández                 |       |
| 1019   | Avenida de la Albufera-Miguel Hernández     | 54 58 103 142              |                                  |       |
| 4680   | Polideportivo Palomeras                     | 58 103 142                 |                                  |       |
| 1023   | Avenida de la Albufera-Cocherón de la Villa | 58 103 142                 |                                  |       |
| 4682   | Democracia-Arboleda                         | 54 58 103 142              |                                  |       |
| 1027   | Sierra de Guadalupe                         | 54 58 103 130 142 E H1 T31 | Sierra de Guadalupe Vallecas     |       |
| 5163   | Sierra de Guadalupe-San Jaime               | 54 58 103 142              |                                  |       |
| 1030   | VILLA VALLECAS (Pza. Juan de Malasaña)      |                            | Villa de Vallecas                |       |

### Sentido Manuel Becerra
Su recorrido es igual que el de ida con la excepción de que en lugar de ir por la Avenida de la Democracia y Sierra de Guadalupe, lo hace por Jesús del Pino. Además, no pasa por calle El Bosco, sino que hace una parada en Arroyo de Fontarrón y luego se incorpora a la A3
| Código | Parada                                      | Común con      | Conexiones con Metro y Cercanías | Otros |
| ------ | ------------------------------------------- | -------------- | -------------------------------- | ----- |
| 1030   | VILLA VALLECAS (Pza. Juan de Malasaña)      |                | Villa de Vallecas                |       |
| 4367   | Sierra Guadalupe                            | 54 58 103 142  | Sierra de Guadalupe Vallecas     |       |
| 4683   | Democracia-Arboleda                         | 54 58 103 142  |                                  |       |
| 51176  | Avenida de la Albufera-Cocherón de la Villa | 58 103 142     |                                  |       |
| 51189  | Polideportivo Palomeras                     | 58 103 142     |                                  |       |
| 1020   | Avenida de la Albufera-Miguel Hernández     | 54 58 103 142  |                                  |       |
| 1018   | Metro Miguel Hernández                      | 54 58 103 142  | Miguel Hernández                 |       |
| 1016   | Avenida de la Albufera-Pablo Neruda         | 58 103 142     |                                  |       |
| 1014   | Alto del Arenal                             | 58 103         | Alto del Arenal                  |       |
| 1012   | Instituto Tirso de Molina                   | 58 103         |                                  |       |
| 2514   | Buenos Aires                                | 54             | Buenos Aires                     |       |
| 2516   | Pío Felipe-Buenos Aires                     | 54 141         |                                  |       |
| 3356   | Pío Felipe-Benjamín Palencia                |                |                                  |       |
| 4601   | Arroyo Fontarrón-Encomienda de Palacios     | 63             |                                  |       |
| 2611   | Mediterráneo-Arroyo Fontarrón               | 63 145 E       |                                  |       |
| 1434   | Metro Conde de Casal                        | 32 56 156      | Conde de Casal                   |       |
| 1432   | Nazaret                                     | 56 156         |                                  |       |
| 1993   | Arroyo Fontarrón-Encomienda de Palacios     | 8              |                                  |       |
| 1991   | Arroyo Fontarrón-Francisco de Luján         | 8              |                                  |       |
| 1989   | Plaza del Encuentro                         | 8              |                                  |       |
| 5473   | Corregidor Alonso Aguilar                   | 8 20           |                                  |       |
| 831    | Avenida de Moratalaz-Diego Valderrábano     | 20             |                                  |       |
| 829    | Corregidor Diego Valderrábano-Lituania      | 20             |                                  |       |
| 827    | Vinateros-Calle 30                          | 20 30 32       | Estrella                         |       |
| 825    | Estrella                                    | 20 30 32       |                                  |       |
| 823    | Astros-Cruz del Sur                         | 20 30          |                                  |       |
| 4715   | Samaria                                     | 30 56 156      |                                  |       |
| 4713   | Metro Sainz de Baranda                      | 30 56 156      | Sainz de Baranda                 |       |
| 1257   | Hospital Gregorio Marañón                   | 2 30 56 156    |                                  |       |
| 5822   | Doctor Esquerdo-O'Donnell                   | 2 30 56 156    |                                  |       |
| 151    | Casa de la Moneda                           | 2 30 56 71 156 | O'Donnell                        |       |
| 149    | Doctor Esquerdo-Goya                        | 2 56 71 156 C2 |                                  |       |
| 1428   | Manuel Becerra                              | 12 56 156 C2   |                                  |       |
| 147    | MANUEL BECERRA                              | 156            | Manuel Becerra                   |       |